# Sutrieu
Sutrieu korábbi község (település) Franciaországban, Ain megyében. 2019. január 1-jén Belmont-Luthézieu, Lompnieu és Vieu községgel egyesült és Valromey-sur-Séran új község része lett.
Lakosainak száma 207 fő (2018. január 1.). Sutrieu Belmont-Luthézieu, Champagne-en-Valromey, Cormaranche-en-Bugey, Lompnieu és Thézillieu községekkel határos.

## Népesség
A település népessége az elmúlt években az alábbi módon változott:
| Lakosok száma | 99   | 253  | 231  | 218  | 217  | 241  | 223  | 210  | 208  | 207  |
|               | 1968 | 1975 | 1982 | 1999 | 2006 | 2011 | 2013 | 2016 | 2017 | 2018 |